# Leee Black Childers
Lee Black Childers (24 de julio de 1945 - 6 de abril de 2014) fue un fotógrafo, escritor y director de música rock estadounidense, que "registra el legado teatral de un cruce entre la música rock y la cultura gay".
Nació en el Condado de Jefferson, Kentucky, y se crio allí antes de mudarse a San Francisco, y luego a Nueva York en 1968. En la década de 1970, se las arregló en la producción teatral de Andy Warhol, Pork, en el Roundhouse de Londres. Él fue asistente de Warhol en The Factory en Nueva York entre 1982 y 1984, y tomó muchas fotografías de celebridades visitantes, figuras y músicos contra-culturales, en particular de punk rock y la música New wave con estrellas como Debbie Harry, el Wayne County y The Sex Pistols. También trabajó como mánager de la gira de David Bowie, Iggy Pop, Johnny Thunders y otros.
En 2012 publicó Drag Queens, Rent Boys, 'Pick Pockets, Junkies, Rockstars and Punks, una colección de algunas de sus fotografías y sus antecedentes, que fue objeto de una exposición en Londres en 2011, y Los Ángeles en marzo de 2014.
Childers murió en Los Ángeles el 6 de abril de 2014 a la edad de 68 años.